# Jussi Markkanen
Jussi Markkanen (ur. 8 maja 1975 w Imatra) – fiński hokeista, reprezentant Finlandii, działacz hokejowy. 

## Kariera
- Ketterä (1990-1991)
- SaiPa U-20 (1991-1994)
- SaiPa (1991-1995)
- Tappara U20 (1995-1996)
- Tappara (1995-1996)
- SaiPa (1996-2000)
- Tappara (2000-2001)
- Hamilton Bulldogs (2001)
- Edmonton Oilers (2001-2003)
- New York Rangers (2003-2004)
- Edmonton Oilers (2004)
- Łada Togliatti (2004-2005)
- Edmonton Oilers (2005-2007)
- Jokerit (2007-2008)
- CSKA Moskwa (2008-2009)
- EV Zug (2009-2013)
- SaiPa (2013-2018)

Wychowanek klubu Ketterä. Karierę rozwijał w klubie SaiPa, w barwach którego rozgrywał pierwsze sezony w lidze seniorskiej SM-liiga. Ponadto w pierwszej fazie kariery grał w drużynie Tappara, z którego w drafcie NHL z 2001 został wybrany przez Edmonton Oilers. W 2001 wyjechał do Kanady i od tego czasu do 2007 rozegrał w pięć sezonów w rozgrywkach NHL (cztery w kanadyjskim Edmonton i rok w New York Rangers); w tym czasie przez rok grał w superlidze rosyjskiej z uwagi na ogłoszony lokaut w NHL. W 2009 powrócił do Europy, rozegrał sezon w Jokericie Helsinki, następnie kolejny inauguracyjny sezon rosyjskich rozgrywek KHL 2008/2009, po czym od 2009 do 2013 przez cztery lata występował w szwajcarskiej lidze NLA. W maju 2013 w wieku 38 lat został ponownie zawodnikiem macierzystego klubu SaiPa. W lutym 2018 ogłosił zakończenie kariery. Został wtedy menedżerem generalnym w klubie SaiPa.
Uczestniczył w turniejach zimowych igrzysk olimpijskich 2002 oraz mistrzostw świata w 2002, 2004.
W trakcie kariery określany pseudonimami Juicy, Volvo.

## Życie prywatne
Jego żoną jest Sanna, mają syna Juho. Drugi z synów Olli-Matias zginął podczas zabawy w wyniku upadku z piątego piętra w Moskwie 23 września 2008, gdzie Jussi Markkanen rozpoczynał sezon z drużyną CSKA w lidze KHL.

## Sukcesy

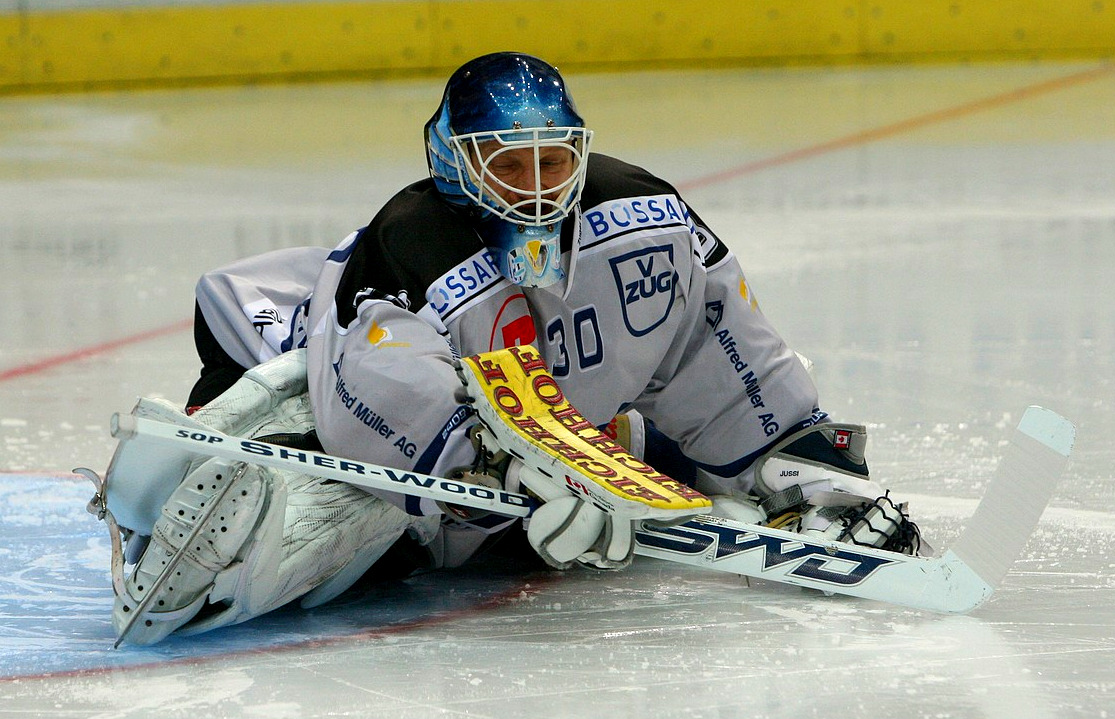
Jussi Markkanen w barwach EV Zug (2010)

Klubowe
- Srebrny medal mistrzostw Finlandii: 2001 z Tappara
- Clarence S. Campbell Bowl: 2006 z Edmonton Oilers
- Finał NHL o Puchar Stanleya: 2006 z Edmonton Oilers
- Srebrny medal mistrzostw Rosji: 2005 z Ładą Togliatti
- Pierwsze miejsce w Dywizji Tarasowa w sezonie regularnym KHL: 2009 z CSKA Moskwa

Indywidualne
- I-divisioona 1992/1993:
  - Najlepszy debiutant
- SM-liiga 2000/2001:
  - Trofeum Urpo Ylönena - najlepszy bramkarz sezonu
  - Skład gwiazd
- Mistrzostwa Świata w Hokeju na Lodzie 2002:
  - Pierwsze miejsce w klasyfikacji średniej goli straconych na mecz w turnieju: 1,40[11]
  - Drugie miejsce w klasyfikacji skuteczności interwencji w turnieju: 93,71%[12]
- KHL (2008/2009):
  - Trzecie miejsce w klasyfikacji skuteczności interwencji w fazie play-off: 93,4
  - Trzecie miejsce w klasyfikacji średniej goli straconych na mecz w fazie play-off: 1,74
- Liiga (2013/2014):
  - Trofeum Urpo Ylönena - najlepszy bramkarz sezonu
  - Skład gwiazd sezonu